# Anastasia (musical)
Anastasia è un musical basato sull'omonimo film d'animazione del 1997 distribuito dalla 20th Century Fox. Le musiche e i testi sono di Lynn Ahrens e Stephen Flaherty, mentre il libretto di Terrence McNally. Il musical include sedici canzoni nuove, oltre a sei scritte per il film.
Anastasia ha la prima all'Hartford Stage di Hartford, Connecticut, il 13 maggio 2016. Il musical arriva al Broadhurst Theatre di Broadway in anteprima il 23 marzo 2017, ufficialmente il 24 aprile dello stesso anno.
In Italia va in scena in anteprima dall'11 dicembre 2024 al 15 dicembre 2024 al Politeama Rossetti di Trieste, con orchestra dal vivo. La prima nazionale si tiene al Teatro Arcimboldi di Milano dal 25 dicembre 2024 al 12 gennaio 2025.

## Trama
Prologo
San Pietroburgo, 1906. L'imperatrice Maria Feodorovna consola la sua più giovane nipote, Anastasia, intristita dal fatto che la nonna si sta per trasferire a Parigi. Prima di andarsene, l'imperatrice regala ad Anastasia un carillon ("Prologue: Once Upon a December"). Undici anni dopo, nel 1917, Anastasia è a un ballo insieme alla sua famiglia quando i bolscevichi fanno irruzione nel palazzo. Mentre i Romanov tentano la fuga, Anastasia rimane indietro per recuperare il carillon, ma viene colpita e presunta morta insieme al resto della sua famiglia ("The Last Dance of the Romanovs").
Atto I
A San Pietroburgo nel 1927, Gleb Vaganov, un generale dei bolscevichi (che ora controllano la Russia), annuncia ai depressi cittadini che la città è stata ribattezzata Leningrad, e promette un futuro prospero e sereno. I russi non sono felici di questi cambiamenti, ma si ravvivano grazie a una voce secondo cui Anastasia potrebbe essere sopravvissuta. Due truffatori ricercati, il giovane Dmitry e un ex-membro della corte imperiale, Vlad Popov, vengono a conoscenza di queste dicerie e progettano "la più grande truffa della storia": istruiranno una ragazza affinché questa faccia finta di essere Anastasia per estorcere denaro all'imperatrice (“A Rumor in St. Petersburg").
Dmitry e Vlad tengono alcune audizioni per il loro piano al teatro dell'ormai abbandonato Palazzo Yusupov, ma senza successo. Proprio quando stanno per arrendersi, una giovane spazzatrice, Anya, entra nel teatro per chiedere a Dmitry i documenti necessari per poter acquistare un biglietto per Parigi. Dmitry e Vlad rimangono affascinati dalla ragazza e dalla sua storia: non ricorda la sua identità a causa di un'amnesia e ha pochissimi ricordi del suo passato (“In My Dreams”). Colpiti dalla sua perdita di memoria e dalla sua somiglianza con Anastasia, i due scelgono Anya per il loro piano.
Nella capitale, gli impiegati statali lavorano per mettere a tacere le dicerie, e selezionano i casi su cui è necessario intervenire. Tre attrici "respinte" denunciano Anya, Dmitry e Vlad a Gleb, ma il generale le manda via e apre un'indagine contro Anya (“The Rumors Never End”). Al palazzo, Vlad e Dmitry istruiscono l'impetuosa Anya dandole lezioni di storia, di etichetta e di danza (“Learn to Do It”).
Gleb emette un mandato di arresto nei confronti di Anya, che viene portata nel suo ufficio. Il generale la interroga, la avverte delle conseguenze di fingere di essere Anastasia e cerca di convincerla che la principessa è effettivamente morta. Gleb rivela che suo padre era uno dei soldati che avevano ucciso i Romanov e che, da ragazzo, lui stesso aveva udito gli spari e le urla. Nonostante questo, Gleb si accorge che Anya ha "gli occhi dei Romanov" e capisce che la ragazza potrebbe davvero essere Anastasia; cominciando nutrire sentimenti per lei, però, la manda via con un avvertimento ("The Neva Flows").
Per strada, Anya e Dmitry vengono importunati e aggrediti dagli ex complici di lui, e ingaggiano una lotta (“The Neva Flows Reprise”). Colpito dalle abilità di Anya, Dmitry per la prima volta si apre con lei, raccontandole della sua infanzia per le strade di San Pietroburgo e di come, in quanto orfano, abbia dovuto imparare a badare a sé stesso (“My Petersburg”). Dmitry inizia a fidarsi di Anya tanto da mostrarle un carillon che non riesce ad aprire, senza sapere che si tratta dello stesso carillon regalato ad Anastasia da sua nonna. Anya riesce facilmente ad aprirlo e alcuni ricordi iniziano a riaffiorare, tra cui un ballo tenutosi molti anni prima (“Once Upon a December”). La ragazza è più che mai decisa ad andare a Parigi, ma Dmitry confessa che non hanno abbastanza denaro per i biglietti. Anya gli consegna la cosa più preziosa che possiede: un diamante trovato cucito sui suoi abiti anni prima (“A Secret She Kept”).
Alla stazione, il conte Ipolitov riconosce Anya e le bacia la mano; mentre tutti salgono a bordo del treno, il conte li guida in una preghiera di addio alla patria (“Stay, I Pray You”). Durante il viaggio, Anya, Dmitry e Vlad riflettono su cosa sperano di ottenere a Parigi: Anya spera di scoprire di essere davvero Anastasia, Dmitry sogna la ricompensa e Vlad spera di riconquistare la contessa Lily Malevsky-Malevitch, (dama di compagnia dell'imperatrice) con cui ha avuto una relazione (“We’ll Go From There”). Il conte Ipolitov viene ucciso dalla polizia per essere salito illegalmente a bordo del treno, e gli agenti si preparano ad arrestare Anya, Dmitry e Vlad in quanto ricercati, ma il trio si mette in salvo saltando giù dal treno appena in tempo.
Mentre i tre attraversano la Russia a piedi, Gleb riceve l'ordine di seguire Anya e ucciderla se si rivelasse essere la vera Anastasia (“Traveling Sequence”). Gleb accetta di eseguire l'ordine ma capisce di essere innamorato di Anya e si interroga sui suoi sentimenti ("Still"). Anya, Vlad, e Dmitry giungono finalmente in Francia, e mentre si dirigono verso Parigi, Anya cerca in sé il coraggio con la speranza di scoprire finalmente la sua vera identità (“Journey to the Past”).
Atto II
Anya, Vlad, e Dmitry arrivano a Parigi e sono incantati dalle meraviglie della città (“Paris Holds the Key (to Your Heart)”). Mentre Vlad e Dmitry continuano per conto loro, Anya visita il Ponte Alexandre III, chiamato così in onore del nonno di Anastasia, e prova un forte senso di connessione con esso (“Crossing a Bridge”).
L'imperatrice Maria Feodorvna negli anni è diventata un'anziana donna incattivita, e passa il tempo a leggere lettere di ragazze che si spacciano per Anastasia. Con il cuore spezzato, la donna perde la speranza di ritrovare l'amata nipote (“Close the Door”). Mentre anche Gleb giunge a Parigi, Lily festeggia al Neva Club, luogo di ritrovo per russi ricchi e nobili che rimpiangono la vecchia Russia (“Land of Yesterday”). Lily e Vlad si ritrovano, ma la contessa è furiosa dopo che lui le ha rubato i gioielli ai tempi della loro relazione. I due riscoprono i loro vecchi sentimenti, e Vlad la convince a organizzare un incontro tra l'imperatrice e Anya al balletto la settimana seguente (“The Countess and the Common Man”). Vlad inavvertitamente fa cadere i biglietti per lo spettacolo e Gleb, che ha sentito tutto, li raccoglie (“Land of Yesterday (Reprise)").
In albergo, Anya ha un incubo in cui rivede l'esecuzione dei Romanov (“A Nightmare”). Dmitry la rassicura e le racconta di quando, da bambino, si era inchinato davanti ad Anastasia durante una parata. Anya ricorda perfettamente questo incontro, ed entrambi si rendono conto che lei è davvero la granduchessa Anastasia (“In a Crowd of Thousands”).
Al balletto, Vlad capisce che Anya e Dmitry si stanno innamorando, ed è triste al pensiero che non potranno mai stare insieme (“Meant to Be”). Durante la performance del Lago dei Cigni, Anya vede l'imperatrice e si ricorda di lei; anche l'anziana donna riconosce Anya, ma nega l'evidenza. Dmitry e Gleb (combattuto fra il suo dovere e il suo amore per Anya) riflettono sui loro sentimenti verso la ragazza (“Quartet at the Ballet”).
Dopo lo spettacolo, anche Lily riconosce Anya e la porta subito a incontrare l'imperatrice. Dmitry è nervoso per l'incontro e capisce di essersi innamorato di Anya, ma sa di doverla lasciar andare (“Everything to Win”). 
Anya torna infuriata dall'incontro, dopo aver saputo dall'imperatrice che Vlad e Dmitry l'hanno usata per i loro scopi. Dopo che Anya se n'è andata, Dmitry attende l'imperatrice; Maria lo ignora, ma il giovane la ferma, pregandole di vedere di nuovo Anya, ma la donna rifiuta.
In albergo, Anya inizia a preparare le valigie ma viene interrotta dall'imperatrice, la quale, colpita dal coraggio di Dmitry, ha deciso di darle una possibilità. Anya rimane scioccata dalla crudeltà dell'imperatrice, affermando che non è più la nonna che ricorda. L'imperatrice interroga Anya sul suo passato e sui Romanov, ma la ragazza la spinge a riflettere su che tipo di persona sia diventata negli ultimi vent'anni. Anya improvvisamente ricorda la notte in cui l'imperatrice era partita per Parigi, e le mostra il carillon cantando la loro ninna-nanna; l'imperatrice finalmente capisce che Anya è davvero Anastasia, e le due si abbracciano, riunite dopo vent'anni (“Once Upon a December (Reprise)”).
La mattina seguente viene organizzata una conferenza stampa, e Vlad e Lily cercano di tenere a bada i giornalisti (“The Press Conference”). Prima di apparire in pubblico, l'imperatrice rivela a Anya che Dmitry ha rifiutato la ricompensa, e confessa il suo rispetto per lui. Anya ha dei dubbi sulla sua futura vita come principessa, e l'imperatrice la rassicura dicendole che qualunque cosa deciderà, saranno sempre insieme. Anya rimane sola a riflettere; capisce di essere innamorata di Dmitry e decide di raggiungerlo (“Everything to Win (Reprise)”). Mentre si volta per andarsene, Anya si rende conto che Gleb è entrato di soppiatto e li ha chiusi nella stanza. La ragazza capisce il motivo della sua presenza e Gleb sostiene di dover ucciderla per completare la missione di suo padre. Anya ora ricorda chiaramente il giorno in cui la sua famiglia è stata uccisa e, per nulla intimorita, lo provoca affinché Gleb la uccida e lei possa essere di nuovo insieme ai suoi cari. Sopraffatto dall'emozione e non volendo sopportare la stessa vergogna di suo padre, Gleb non riesce a spararle (“Still/The Neva Flows Reprise”). Anya lo conforta e stabiliscono una tregua.
Vlad, Lily, e lo staff del palazzo cercano Anya dappertutto, e l'imperatrice è felice, sapendo che Anya ha fatto la sua scelta. Lei e Gleb annunciano che le voci su Anastasia cesseranno, e i soldi della ricompensa saranno dati in beneficenza. Anya trova Dmitry sul Ponte Alexandre III; i due si scambiano un bacio e lasciano Parigi, mentre gli spiriti dei Romanov gioscono per la vita che Anya e Dmitry avranno insieme (“Finale”).

## Numeri musicali
In grassetto sono indicati i numeri musicali presenti pure nel film originale
Atto I
San Pietroburgo, 1907, 1917, e 1927
- Prologue: Once Upon a December (Prologo: Quando viene dicembre) - Imperatrice Madre e Anastasia (6 anni)
- The Last Dance of the Romanovs - Compagnia
- A Rumor in St Petersburg (Una voce a San Pietroburgo) - Dimitri, Vlad e compagnia
- In My Dreams (Sogni miei) - Anya
- The Rumors Never End - Gleb e compagnia
- Learn to Do It (Se io lo posso fare) - Vlad, Anya e Dimitri
- The Neva Flows (Il fiume va) - Gleb e Anya
- The Neva Flows (Reprise) (Il fiume va (Reprise))- Uomo
- My Petersburg - Dimitri e Anya
- Once Upon a December (Quando viene dicembre) - Anya e compagnia
- A Secret She Kept - Anya
- Stay, I Pray You (Pochi istanti) - Conte Ipolitov, Anya, Dimitri, Vlad e compagnia
- We'll Go From There - Vlad, Anya, Dimitri e compagnia
- Traveling Sequence - Gorlinsky, Anya, Dimitri e Vlad
- Still - Gleb
- Journey to the Past (Cuor non dirmi no) – Anya

Atto II
Parigi, 1927
- Paris Holds the Key To Your Heart (Parigi ha la chiave del cuor)– Vlad, Dimitri, Anya e compagnia
- Crossing a Bridge – Anya
- Close the Door – Imperatrice Madre
- Land of Yesterday (Alla nostalgia) – Lily e compagnia
- The Countess and the Common Man – Vlad e Lily
- Land of Yesterday (Reprise) - Gleb
- A Nightmare – Famiglia Romanov
- In a Crowd of Thousands – Dimitri e Anya
- Meant to Be – Vlad
- Quartet at the Ballet – Anya, Dimitri, Imperatrice Madre e Gleb
- Everything to Win – Dimitri
- Once Upon a December (Reprise) (Quando viene dicembre (Reprise)) – Anya e Imperatrice Madre
- The Press Conference – Lily, Vlad e compagnia
- Everything to Win (Reprise) – Anya
- Still/The Neva Flows (Reprises) – Gleb, Anya e compagnia
- Finale – Imperatrice Madre, Gleb e compagnia